# Every Man Has a Woman Who Loves Him
Every Man Has a Woman Who Loves Him (englisch für „Jeder Mann hat eine Frau, die ihn liebt“) ist ein Lied von Yoko Ono aus dem Jahr 1980, das von ihr geschrieben und in Kooperation mit Jack Douglas und John Lennon produziert wurde. Die Yoko-Ono-Version erschien im November 1980 auf dem Album Double Fantasy. 1984 erschien eine von Lennon gesungene Version als Single und auf dem Tributealbum Every Man Has a Woman.

## Hintergrund

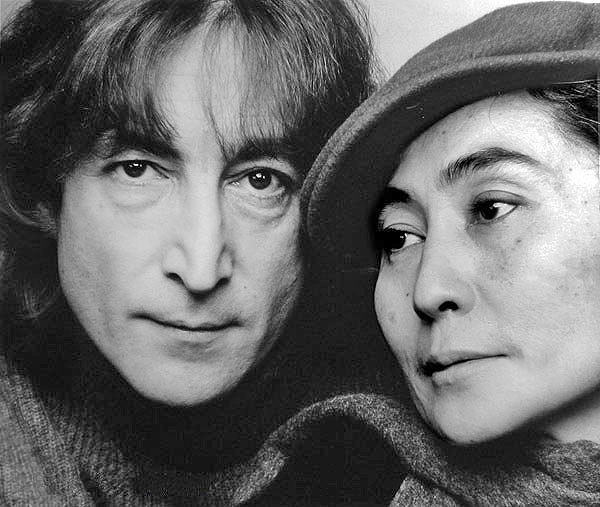
John Lennon und Yoko Ono (1980)

Every Man Has a Woman Who Loves Him wurde um 1978 von Yoko Ono komponiert, zu einer Zeit, als sowohl Ono als auch John Lennon wieder anfingen Lieder zu schreiben.
Der Text des Liedes sagt aus, dass jeder Mann eine Seelenverwandte und jede Frau einen Seelenverwandten hat, die ihn oder der sie liebt, obwohl der Text einräumt, dass man seinen Seelenverwandten in diesem Leben vielleicht nicht finden wird. Der Text verweist auch auf die Zögerlichkeit von Menschen, ihre Liebe zu erkennen.
Yoko Ono und John Lennon planten 1980 ursprünglich eine Yoko-Ono-EP mit dem Titel Yoko Only nach den Weihnachtstagen zu veröffentlichen, die folgende Titel enthalten sollte: Walking on Thin Ice sowie Remixe von Open Your Box, Kiss Kiss Kiss und Every Man Has a Woman Who Loves Him. Das Vorhaben wurde in dieser Form nicht mehr realisiert.
In 1984 wurde das Lied so abgemischt, dass nun John Lennons Hintergrundstimme die Leadstimme wurde und so ein „neues“ Lennon-Lied geschaffen wurde. Yoko Onos Gesang wurde im Refrain die Begleitstimme.
Every Man Has a Woman Who Loves Him wurde aus dem Tributalbum Every Man Has a Woman ausgekoppelt. Die Single konnte sich weder in den USA noch in Großbritannien oder in Deutschland in den jeweiligen Charts platzieren.
Ab 2004 veröffentlichte Yoko Ono Every Man Has a Woman Who Loves Him unter den Titel Everyman Everywoman. Der Text wurde für diese Version geändert, um gleichgeschlechtliche Beziehungen zu erwähnen. Diese Version erreichte Platz 1 der Billboard's Dance/Club Play Charts.

## Aufnahme

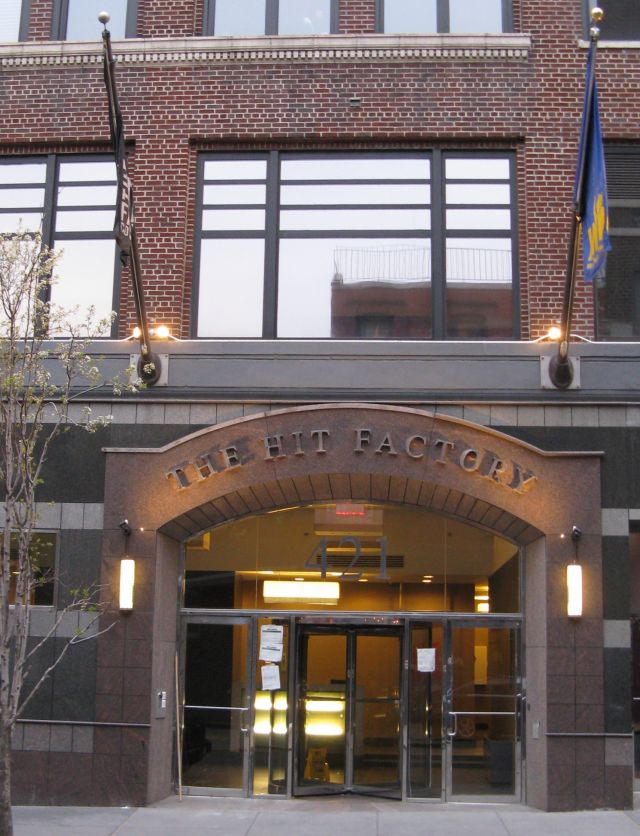
Aufnahmestudio The Hit Factory

Die Aufnahmesessions für Every Man Has a Woman Who Loves Him für die Basictracks fanden im August 1980 während der Double-Fantasy-Sessions im Studio The Hit Factory in New York statt, wobei Jack Douglas, John Lennon und Yoko Ono als Produzenten fungierten. Lee DeCarlo, John Smith, James Ball, Tony Davillo und Julie Last waren die Toningenieure der Aufnahme. Am 18. September nahmen Lennon und Ono ihre Gesangsstimmen auf, am 23. September wurde Onos Gesangspart endgültig eingesungen.
Das Lied wurde im Juli 1984 in den Sigma Sound Studios in New York neu abgemischt, wobei nun John Lennons Begleitgesang zum Leadgesang wurde, weiterhin wurde auch die musikalische Begleitung verändert.
Obwohl der Musikproduzent Jack Douglas 1980 an der Produktion von Every Man Has a Woman Who Loves Him (Lennon-Version) beteiligt war, wird er bei der Lennon-Version nicht als Koproduzent erwähnt. Ein Grund könnte gewesen sein, dass Yoko Ono und Jack Douglas seit Juli 1981 eine gerichtliche Auseinandersetzung über die Höhe der Produktionstantiemen für das Album Double Fantasy hatten.
Besetzung:
- Yoko Ono: Gesang
- John Lennon: Gesang, E-Gitarre, Keyboard
- Earl Slick: E-Gitarre
- Hugh McCracken: E-Gitarre
- Tony Levin: Bassgitarre
- George Small: Keyboard
- Andy Newmark: Schlagzeug
- Arthur Jenkins: Perkussion
- Ed Walsh: Oberheim Synthesizer
- George „Young“ Opalisky: Saxophon

## Veröffentlichung

### Singleveröffentlichungen
- Am 15. Oktober 1984 wurde der Titel Every Man Has a Woman Who Loves Him (Lennon-Version) in Deutschland als Single veröffentlicht.[4] In Großbritannien erschien die Single am 16. November 1984[5], hier wurden auch Singles mit einer Posterbeilage hergestellt.[6] In den USA erschien die Single am 8. Oktober 1984. Die US-amerikanische Promotionsingle enthält auf beiden Seiten das Lied Every Man Has a Woman Who Loves Him.[7] Bei der B-Seite It’s Alright handelt es sich um eine Yoko Ono-Komposition, die von Sean Lennon eingesungen wurde.
- Im Oktober 2000 wurde in den USA die Promotion-7″-Vinyl-Single Every Man Has a Woman Who Loves Him (Lennon Version) / Every Man Has a Woman Who Loves Him (Ono Version) hergestellt.[8]

### Albumveröffentlichungen
- Am 17. November 1980 erschien das Album Double Fantasy auf dem sich Every Man Has a Woman Who Loves Him (Ono-Version) befindet.
- Am 16. November 1984 wurde das Tributalbum Every Man Has a Woman in Deutschland veröffentlicht, am 17. September 1984 in den USA und am 21. September 1984 in Großbritannien.  Auf dem Album befindet sich Every Man Has a Woman Who Loves Him (Lennon-Version) (3:31).[9]
- Every Man Has a Woman Who Loves Him (Lennon-Version) befindet sich auf dem John Lennon-Kompilationsalben Lennon (1990).
- Every Man Has a Woman Who Loves Him (Ono-Version) befindet sich auf dem Yoko Ono-Kompilationsalbum Onobox (1992).
- Im September 2001 wurde das Album Milk and Honey in einer remasterten, aber nicht neu abgemischten Version, mit drei Bonusstücken und einem Interview, das fünf Stunden vor John Lennons Tod aufgenommen wurde, wiederveröffentlicht. Eines der Bonuslieder ist Every Man Has a Woman Who Loves Him (Editierte Version) (Lennon-Version) (3:19).[10]
- Am 1. Oktober 2010 erschien die Doppel-CD Double Fantasy Stripped Down. Disc 1 wird mit Double Fantasy Stripped Down und Disc 2 mit Original Album betitelt. Während die zweite CD die neu remasterte Version des Albums beinhaltet, handelt es sich bei Stripped Down laut CD-Begleitbuch um eine komplette Neuabmischung von Jack Douglas und Yoko Ono, die in den Avatar Studios vorgenommen wurde. Der wesentliche musikalische Unterschied zur Originalabmischung besteht darin, dass die Stimmen von Lennon und Ono deutlicher zu hören sind und diverse Instrumentalbegleitungen und Chöre weggelassen wurden. Every Man Has a Woman Who Loves Him (Ono-Version) ist 44 Sekunden länger. Bei dieser Version fehlt Perkussion und Schlagzeug, das Intro ist verlängert und die Begleitstimme ist deutlicher zu hören.[11]
- Am 9. Oktober 2020 erschien das Kompilationsalbum GIMME SOME TRUTH. (Doppel-CD), das neuabgemischte Lieder beinhaltet, so auch Every Man Has a Woman Who Loves Him (Editierte Version) (Lennon-Version).

### Remixe

#### Singleveröffentlichungen
Im Oktober 2004 erschienen Remixe von Every Man Has a Woman Who Loves Him unter dem Titel Everyman Everywoman  in verschiedenen Formaten und Versionen von verschiedenen Remixern: Doppel 12″-Vinyl-Single und CD-Single.

#### Albumveröffentlichungen
Remixe von Every Man Has a Woman Who Loves Him  unter dem Titel Everyman Everywoman  erschienen auf folgenden Remix-Alben von Yoko Ono: 2007: Yes, I’m a Witch (Remix von Blow Up), Open Your Box (Remix von Basement Jaxx Classic II), 2012: Onomix (Remixe von Basement Jaxx und DJ Vibe), Onomix Unmixed (Remixe von Basement Jaxx und DJ Vibe).

## Musikvideo
Ein Musikvideo zu Every Man Has a Woman Who Loves Him (Lennon-Version) wurde 1984 unter der Regie Roger H. Lyons produziert; es zeigt zwei Schauspieler, einen Mann und eine Frau, die sich in einem kleinen Freizeitpark an der Küste der USA kennenlernen.